# Katlodeeche
Katlodeeche Dene (Hay River Dene, Katlodeeche, K'atlodeeche First Nation, Katlodeeche First Nation), jedna od lokalnih bandi Slavey Indijanaca nastanjena danas na rezervatu Hay River Reserve, Sjeverozapadni teritoriji, Kanada. Ime bande Hay River prijevod je tradicionalnog naziva Xátå'odehchee, u aluziji na travu kojom su obrasle obale rijeke. Područje uz Hay River pripadao je bandi Klodesseottine (Petitot, 1891).
Rezervat s površinom od 52 četvorenih milja nalazi se uz južnu obalu jezera Great Slave, utemeljen 1974.  Populacija im je 1971. iznosila 525 od čega 270 na rezervatu, a zastupa je poglavica i 4 vijećnika koji se biraju svake dvije godine. 
Naziv K'atlodeeche First Nation često se navodi samo kao KFN. 
Vidi Klodesseottine.

## Vanjske poveznice
- Hay River Reserve
- Hay River Reserve  Arhivirana inačica izvorne stranice od 17. listopada 2013. (Wayback Machine)